# Kőszegi zsinagóga

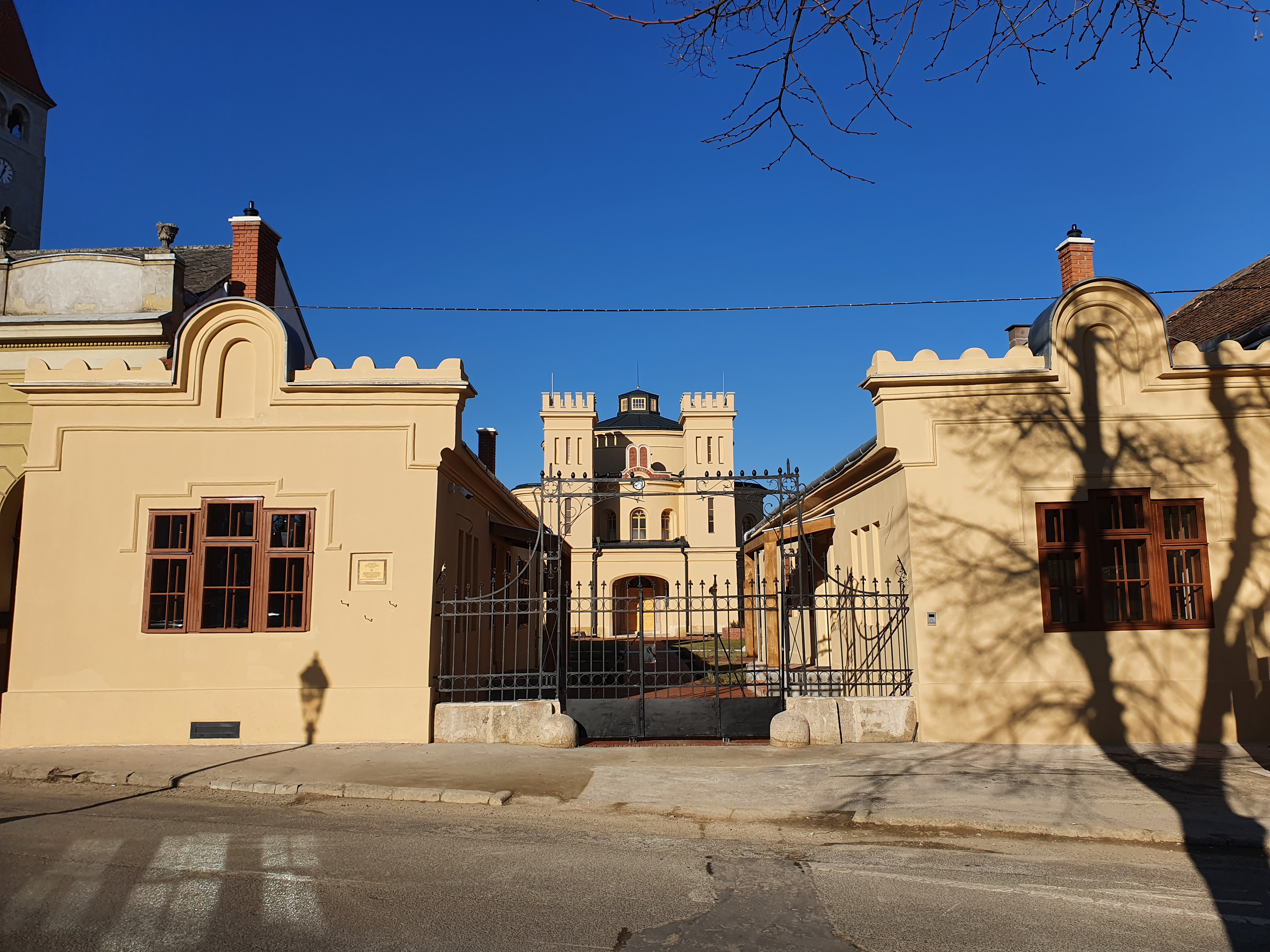
Zsinagóga, iskola és rabbilakás felújítás után

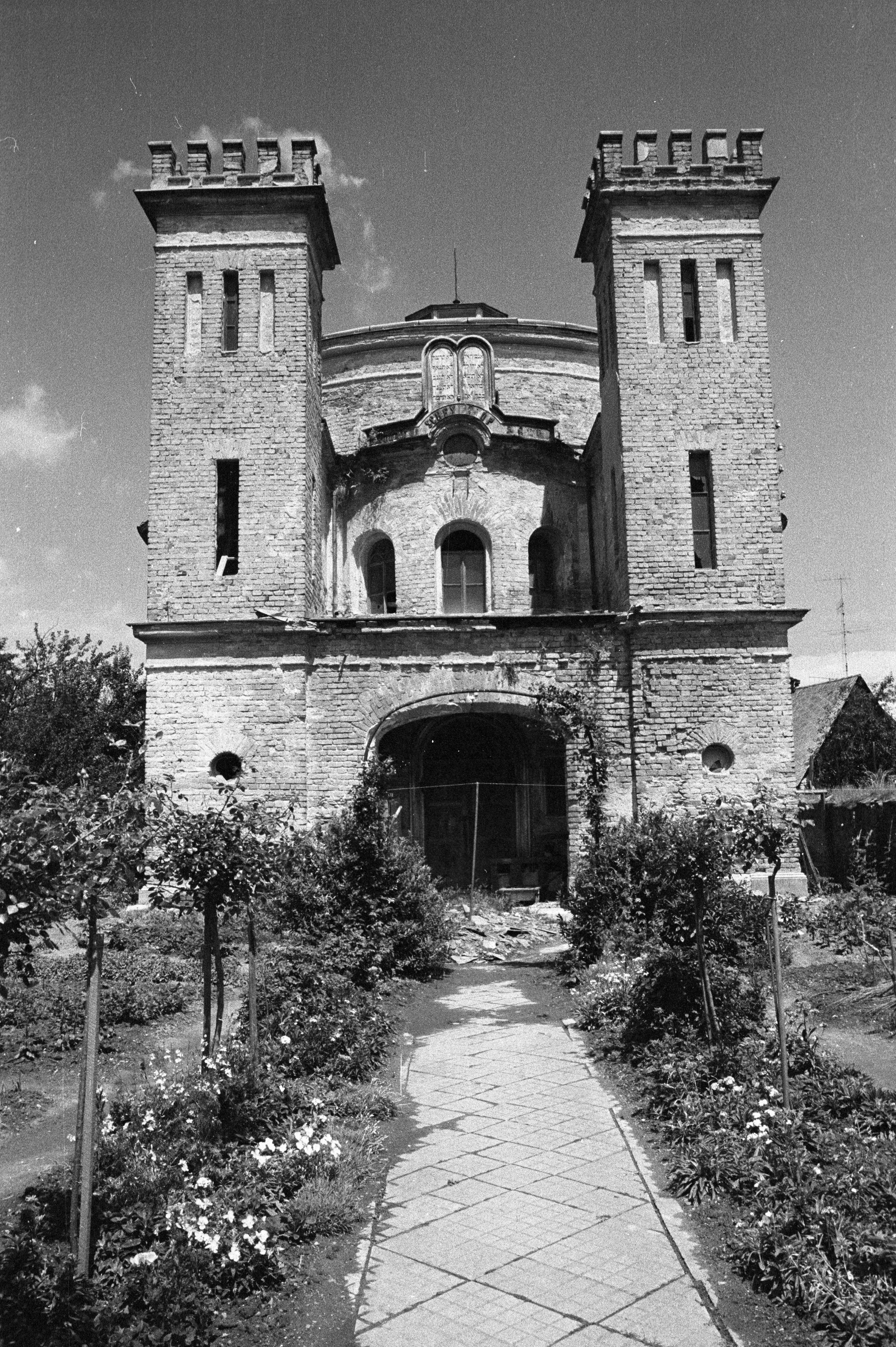
A zsinagóga 1976-ban

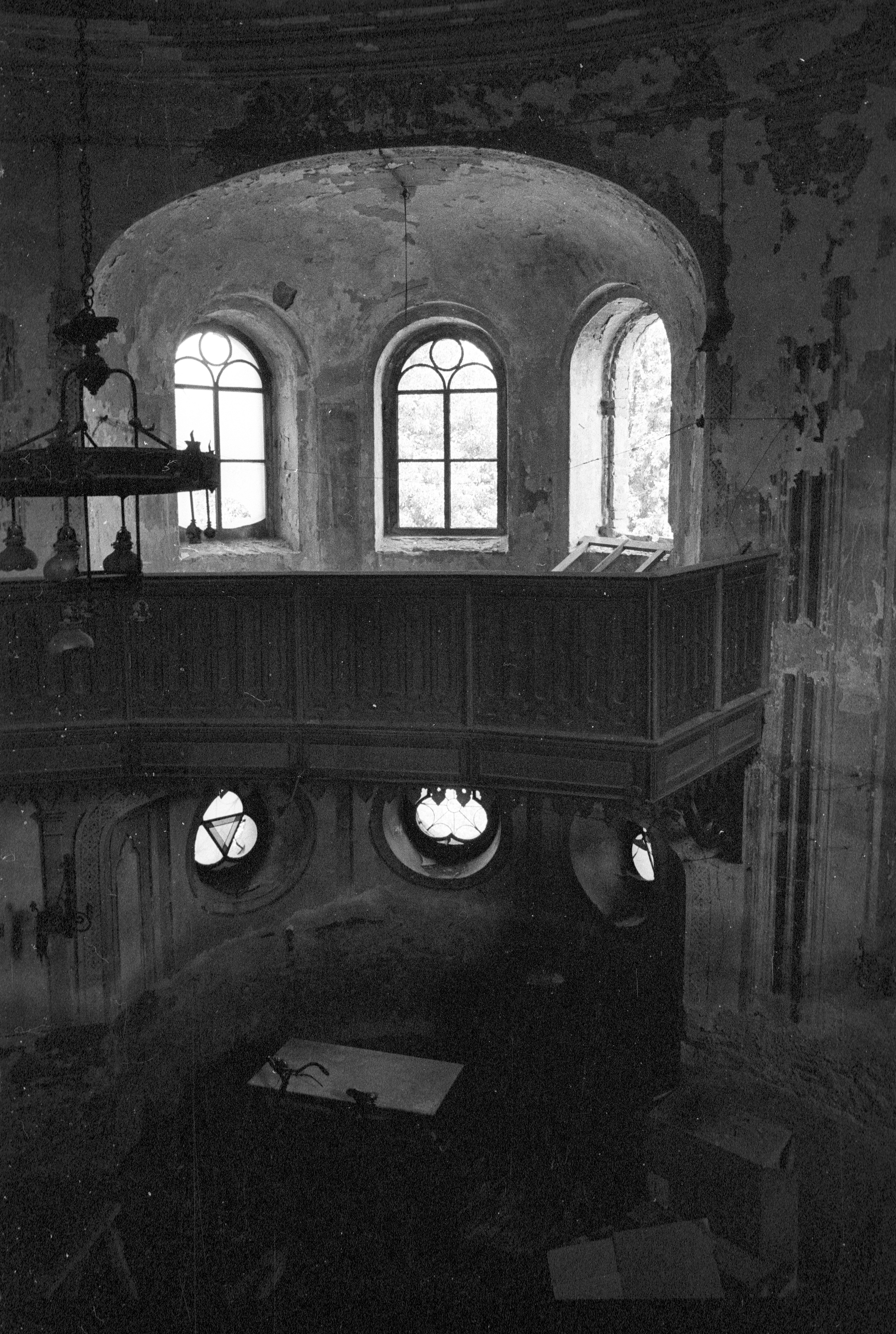
A zsinagóga belseje 1976-ban

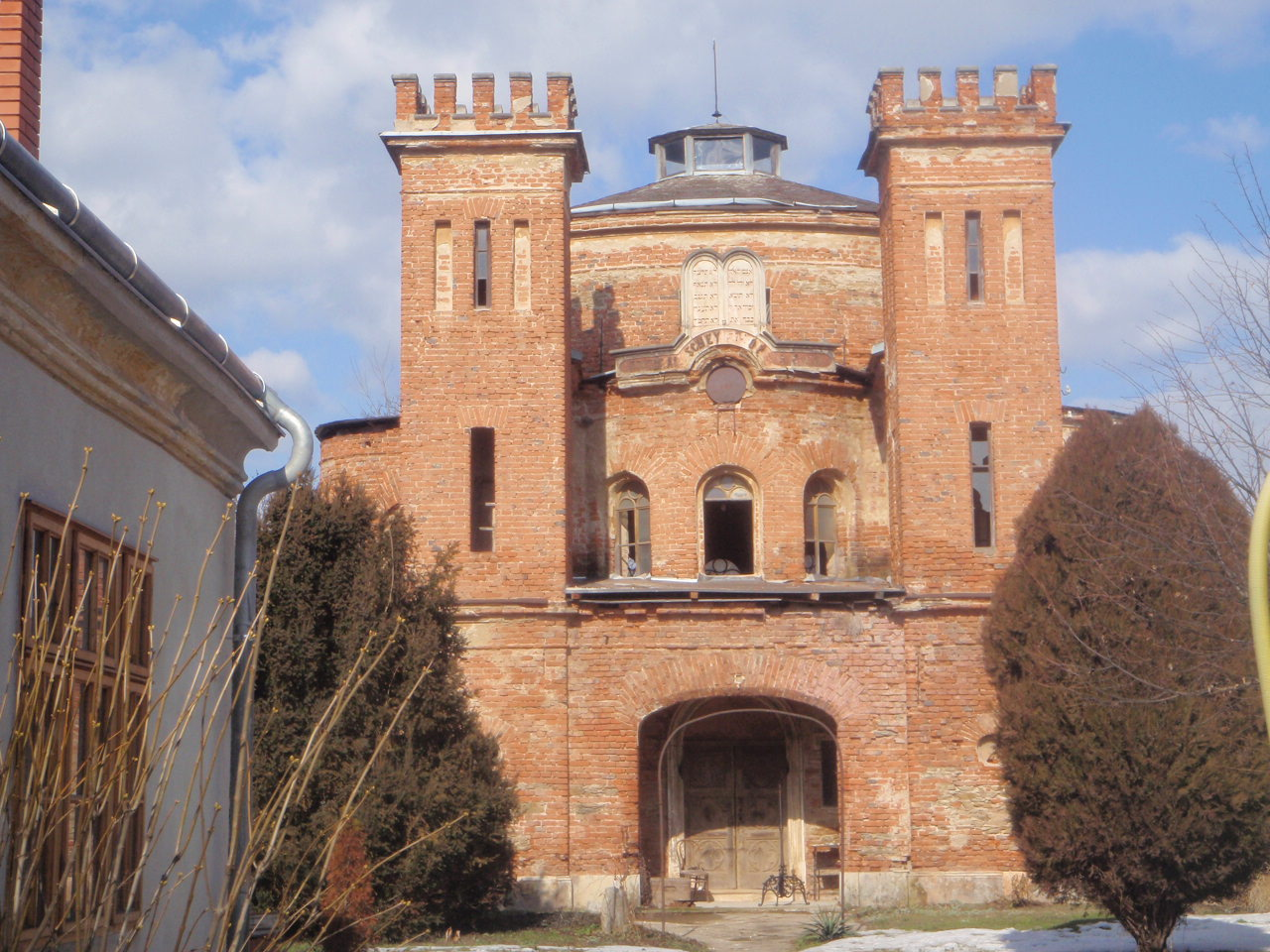
A zsinagóga 2010-ben

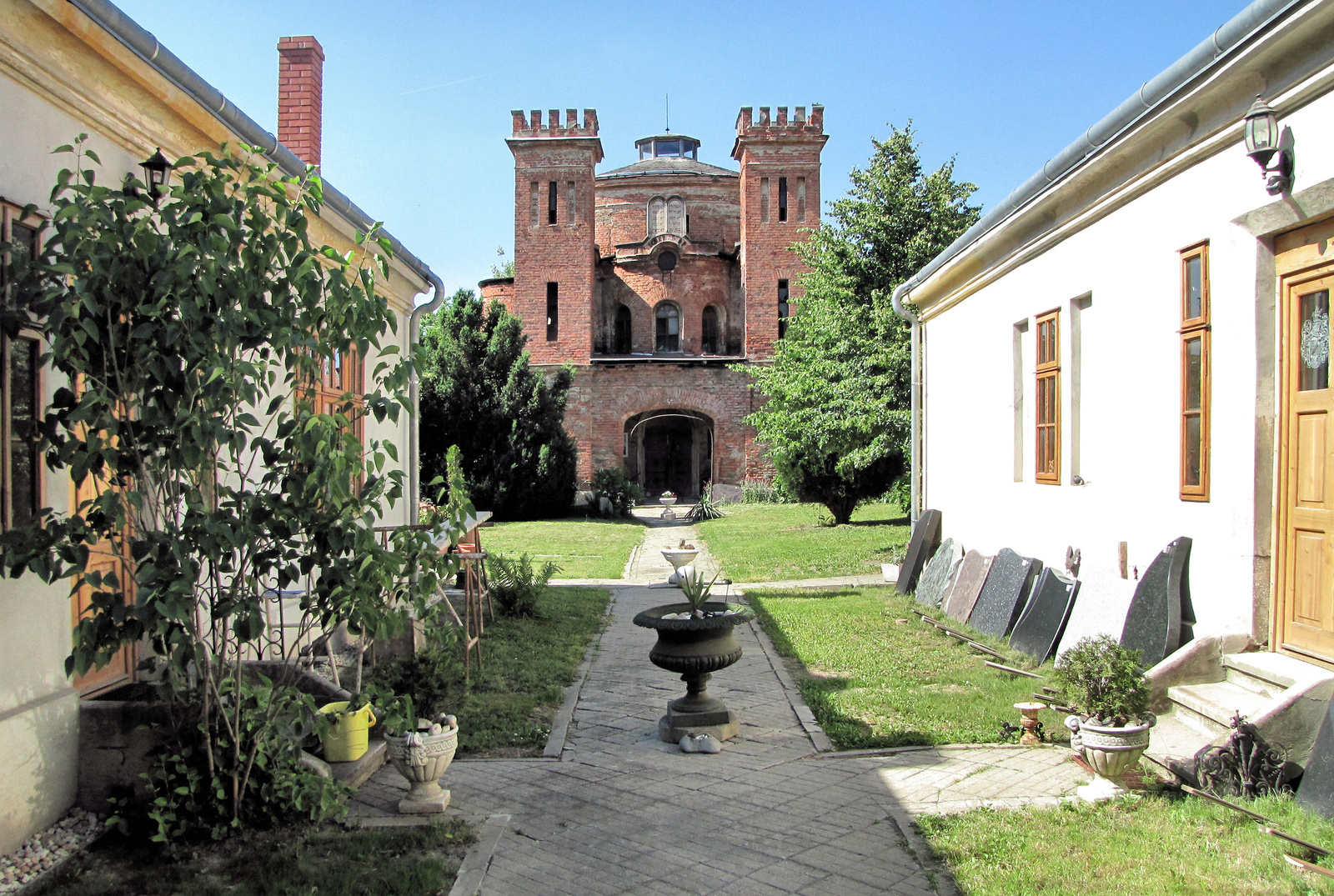
A zsinagóga 2011-ben

A kőszegi zsinagógát 1859-ben építették. A zsinagóga a gyorsan fejlődő, de kicsiny kőszegi zsidó közösség legmeghatározóbb épülete. 1951-ben megszűnt a hitközség a városban. Az épületegyüttes pusztulásnak indult. Az ingatlan 1944–1996 között állami, majd 2016-ig magántulajdonban volt és felújításra várt. Felújítása 2020 őszén megindult és 2022. augusztus 25-ei ünnepélyes megnyitóval zárult.

## Előzmények
Először a 14–16. században éltek zsidók a városban. Zsigmond király 1393-ban kiváltságokat adományozott a Gara-testvéreknek, így Kőszeg városa befogadhatott zsidó származású személyeket. Az uralkodó 1406. április 16-án megerősítette a kőszegi kiváltságokat, de a zsidók helyzete mégis ingatag volt, évről-évre változhatott a helyzet. 1420-ban Alsó-Ausztria ura Bécsből és az odatartozó Kőszegről is kiűzte a zsidókat. Kevéssel később, 1455-ben V. László magyar király kiváltságlevelet adott Garay Lászlónak, Kőszeg akkori urának, amelyben feljogosította, hogy zsidókat telepíthessen le a városban. 1509-ben Csehországból, 1526-ban Sopronból költöztek be elűzött zsidók. Kőszegen kevés ház volt Jugendgasse-n. 1511-ben Miksa császár rendeletet bocsátott ki, amelyben engedélyezte a zsidók számára, hogy Kismartonban, Kőszegen, és ha úton vannak, nem kell hordaniuk a számukra előírt viseletet. A kőszegi zsidóság javarészt kereskedelemmel foglalkozott. 1532-ig békésen éltek a városban, az ostromkor hősiesen harcoltak. Végül 1540-ben, más városokhoz hasonlóan, Jurisics mégis kiűzte őket. Az elűzöttek egy csoportja a Hét hitközség területére költözött, elsősorban Lakompakba, Kismartonba, Nagymartonba, Bécsújhelyre és Rohoncra. Egyesek visszaszivárogtak Kőszegre, vagy illegálisan helyben maradtak. 1544–46-ban fejvesztés terhe mellett újabb rendeletet adtak ki az alsó-ausztriai zsidóság kiűzésére, 1571-ben már egyetlen zsidó sincs Kőszegen.
Kőszeg és a zsidók kapcsolatában fontos az 1696. április 30-án kötött szerződés, amelyben Schlesinger Izrael a városi tanácstól egy évre kibérelte a vámot és a só kamrát, továbbá jogot nyert a kereskedésre. Ezzel, a korszakban egyedülálló módon, kőszegi lakhatási jogot is vásárolt. 1696-ban Schlesinger Izrael és családja Kőszegre költözött. 
Az 1819-es összeírás alapján tudjuk, hogy 89 fő volt a zsidóság létszáma, ami a lakosság 1,9 %-át jelentette. Ekkoriban kedvező jövedelmi viszonyok között éltek a városban, az 1840-es évek első felére mégis csökkent létszámuk. 1844-ben megalakult a Kőszegi Takarékpénztár, amelynek első részvényesei között szerepeltek a Scheyek és más helybeli zsidók is.
A kőszegi zsidóság az ország egyik legkisebb létszámú városi zsidó közössége volt. A városban élő zsidók száma 1910-ben volt a legmagasabb: 266 fő, a lakosság 3,2 százaléka. A trianoni békeszerződés jelentős csapást mért Kőszeg gazdaságára, ezért már akkortól folyamatosan csökken az izraelita lakosság aránya.
A második világháború alatt a zsidóságot Kőszegen is gettóba tömörítették. A lezárt gettóból minden nap szombat kivételével, délelőtt 10 órától 12-ig körülbelül 15 zsidó mehetett ki a városba, de csak megjelölt utcákba, bevásárolni. 1944. június 18-án a kőszegi gettót Szombathelyre szállították és az ottani gettókba zsúfolták őket, összesen 103 embert, akik közül 80 személy volt kőszegi. Gyalogmenetben hajtották őket a pályaudvarra, a Schey Fülöp utcai (ma: Zrínyi Ilona utcai) gettóból a Várkörön át a Fő téren és a Rákóczi úton. A szombathelyi gettóból 1944. július 4-én Auschwitzba deportálták a foglyokat, többek között a kőszegieket is. Kassán át szállították a transzportot, a magyar csendőröktől itt az SS emberei vették át a felügyeletet.
A kőszegi zsidók július 8-án érkeztek meg Auschwitzba. Többségük azonnal a gázkamrába került és a kőszegi zsidókból csak 16-an élték túl a holokausztot.

## Története
A 19. században a városért és az izraelita közösségért sokat tett a helyi zsidóság legjelentősebb személyisége, Schey Fülöp. 1859-ben koromlai előnévvel osztrák nemességet kapott, 1863-ban lovagi, 1869-ben bárói címet nyert. Felekezeten belül és azon túl a város szociális intézményei javára is jótékonykodott. Zsidó temetőt létesített ravatalozóval. A hitközség részére ő építtetett a zsinagógát iskolával és rituális fürdővel. Az építkezés 1858-ban kezdődött és 1859. december 24-én avatták föl. Schey Fülöp emellett alapítványt létesített a lelkész javadalmazására és a hitközség újból rabbit tarthatott. Jeles tudósok állhatták ezentúl a hitélet élén. 
A zsidó közösséget – 103 főt – 1944. június 18-án deportálták először Szombathelyre, majd Auschwitzba. A holokauszt során a kőszegi zsidók nagy részét megölték: a mintegy százfős közösségből tizenhatan tértek haza. 1944-től az épület a Magyar Állam tulajdonába került. 1951-ben megszűnt a hitközség. 
A világháborút követően a zsinagóga kiürült – egyes városi legendák szerint időnként raktárnak használták –, melléképületeiből pedig tanácsi lakásokat alakítottak ki. A hetvenes években az állam felajánlotta a zsinagógát a Magyarországi Zsidó Hitközségek Szövetségének, amely akkor lemondott róla. Többször felmerült rendezési tervekben, hogy az akkor még helyét kereső városi könyvtár kapja meg az épületet. Akkoriban az volt az építészeti koncepció, hogy a hányatott sorsra való emlékezés keretében a korábbi vakolatos homlokzat helyett maradjon mementóként a nyers tégla architektúra.
A rendszerváltást követően az önkormányzat azzal a feltétellel kaphatta volna meg a zsinagógát, ha 1997 végéig elvégzi a műemléki helyreállítást. Az önkormányzat ezt a terhet nem vállalta, gondolván, a zsinagóga akkor is Kőszegen marad, ha az állam újítja fel. A hitközség szintén nem vállalta a felújítási költségeket, nem tartott igényt az imaházra. Csakhogy a Kincstár nem tartotta meg saját kezelésben, hanem privatizálta az ingatlant. A magánosítás előtt azonban a városiak kezdeményezésére, az önkormányzat részvételével létrejött egy alapítvány kőszegi városvezetés és a szombathelyi zsidó hitközség összefogásával a felújítására. Az alapítvány nem járt sikerrel, pedig sokat tett a zsinagóga megmentéséért Sass Sylvia operaénekesnő, aki az épület kiváló akusztikája okán mesterkurzusokat szeretett volna tartani, illetve kulturális centrumot kialakítani.
1996-ban a Kincstári Vagyonkezelő Szervezet 4 millió forintért egy helyi vállalkozónak értékesítette az épületet, aki a pince részben pub kialakítását tervezte, és ez nagy vitát váltott ki.  A műemlékvédelmi hivatal az ír kocsma létesítésébe nem egyezett bele, abba viszont igen, hogy a pinceszinten étterem, a földszinten pedig üzletek működjenek. A fenti helyiségekben pedig hangversenyterem és kiállítótér funkciót szántak az épületnek. Pénz hiányában az épületet ismételten értékesítették és egy másik vállalkozó vette meg, aki jelzáloggal terhelte az ingatlant. A jelzálogot a bank árverésen értékesítette és 2004-2005-ben 8 milliót kért a melléképületért, 72 milliót a zsinagógáért. Végül 2006-ban 4 millióért lett a melléképületeknek egy másik tulajdonosa, mint a zsinagógának. Az ingatlan két helyrajzi számon szerepelt, ami nagyban megnehezítette a tulajdonok rendezését.
2007-ben „Zsinagógát vegyenek” címmel film készült az épület hányatott sorsáról Geller-Varga Zsuzsanna rendezésében.
Mivel az állagmegóvást – a kertben lévő burjánzó növényzet kivágásán kívül – az új tulajdonos sem végezte el az épületen. A zsinagóga állapota pedig egyre csak romlott.
A rohamos állagromlás fő oka, hogy az épület évtizedek óta üresen állt. A tetőszerkezet héjalása tönkrement, csak foltokban javították, csapadékvíz-elvezetése már nem létezett, ereszcsatornák nem voltak, így aztán a falakra folyó víz leomlasztotta a vakolatokat, roncsolta a tégla felületeket. A párkányok elemeit is kikezdte az idő vas foga, kiperegtek a tégladarabok. Az épület nyílászárói szétrohadtak, üvegbetétei kitörtek. A víz, eső, szél és a madarak akadálytalanul közlekedtek a zsinagóga épületében. A belső terek lomokkal, törmelékekkel voltak tele. A galéria több helyen beszakadt, alsó mennyezeti burkolata leomlott, felső padlóburkolata hiányos. A szerkezet önmagában veszélyesnek minősült. Faszerkezetein a fakárosodás nyomai erősen látszanak, megtámasztása, dúcolása elhalaszthatatlanul szükséges volt.
2014-ben az 1222/2014. (IV. 8.) Korm. határozata rendelkezet arról, hogy 1,5 milliárd forintot fordít a “Kreatív város – fenntartható vidék: új regionális fejlesztési stratégia Kőszeg város példáján” című program “megkezdésére”. A röviden KRAFT-nak hívott projektet a kabinet egy füst alatt Nemzeti Programmá minősített. 2016-ban aztán ismét a magyar államhoz került, és neki is láttak a legsürgetőbb munkákat elvégezni rajta. 2020. februárjában írták ki a közbeszerzést az épület felújítására.

## Felújítása
2020. október 10-én bejelentették, hogy hazai, kormányzati finanszírozással elkezdődött a magyar állam tulajdonában lévő kőszegi zsinagóga és a rabbiházak felújítása. A KRAFT program keretében a Tripartitum Építész Műhely Kft. tervei alapján elindult munkálatok során első ütemben a zsinagóga főépületét, majd a második ütemben a rabbiházakat, az udvart és a zöldfelületeket újítják fel. A kivitelezésre kiírt közbeszerzési eljárást a budapesti székhelyű D.V.M. Construction Fővállalkozó Kft. cég nyerte el. A munkálatok befejezése 2021. második felére várható.
A jövőbeni funkciót illetően a közbeszerzés kiírásakor Fónagy János miniszterhelyettes Ungár Péter LMP-s képviselő érdeklődésére válaszolva azt közölte, hogy a három épület bevonásával egy, az eredeti rendeltetéshez illeszkedő, múzeum jellegű holokauszt emlékhelyet hoznának létre. A zsinagóga emellett amatőr kőszegi művészeti együtteseket is fogadna a tervek szerint. A felújítási tervdokumentációt Deák Zoltán építész vezető tervező és Schuszter Dániel, Bernáth Attila, Deák Barbara és Simon Anita építészek készítették el 2019-ben. A felújítási munkák után a zsinagóga 2022. augusztus 25-én megnyitásra került.

## Építészet
A zsinagóga a Várkör 38. házszámú telkének mélyén álló épület és eltér a magyarországi zsinagógaépítési gyakorlattól. Az eredeti tervrajzok nem maradtak fenn, sem a tervező építész sem a kivitelező sem ismert. Az építkezés adatai és körülményei Kőszeg Város Polgármesteri Hivatalának irataiból ismertek. Az építtető, Schey Fülöp tehetős kőszegi polgár volt, aki a tulajdonában levő ingatlant ajánlotta fel az építkezéshez. A telektörténetből kiderült, hogy az un. rabbi házak helyén lakóházak álltak, így az építkezés idején ezeket építették át iskolává, a templomszolga és a tanító lakásává.
A zsinagóga négy karéjjal – exedrával – bővített centrális tér. Ilyen térkompozíciókat már az ókori szakrális építészetben is gyakran alkalmaztak. Legkiforrottabb emlékeit az itáliai reneszánszban találjuk, mint a tökéletes téralkotásra törekvés példáit. A kupolás középteret megtámasztó, félkupolával, conchával fedett mellékterek létrehozásával kiküszöbölhetők voltak a középkupolát megtámasztó, a külső tömeget kedvezőtlenül befolyásoló segédszerkezetek. A zsinagóga középkupolája nem pontosan kör alaprajzú falakra támaszkodik, a teret kelet-nyugat irányban megnyújtották. Az elrendezésből adódóan a bejárat a déli oldalra esett, így ezt a karéjt egy tornyok közötti nyitott előtérrel bővítették. Az előtérből nyílik a nyugati oldalon a karzatra (nők helye) vezető lépcső, a keleti oldalon pedig a zsinagóga melléktere. A belső, liturgikus berendezés keletelt. A tóraszekrény, a padsorok, a karzat karéja a kelet-nyugati tengelyen helyezkedik el. Így a zsinagóga a bejárati tengelyre nézve haránttengelyes.
A bejárat mellett két, bástyára emlékeztető torony emelkedik, ezek között láthatóak a tízparancsolat kettős kőtáblái a parancsolatok héber nyelvű rövidítéseivel. A zsinagóga belső tere szokatlan, kör alakú tér. Keleti falának fülkéjében helyezkedik el a tóraszekrény, melyet festett fából, Dávid–csillag alakú záródással készítettek. A frigyszekrény két oldalán indul a kör alaprajzot követő, a nők imahelyeit befogadó karzat, vagy galéria. A tetőszerkezet közepén felülvilágító ablak biztosítja a természetes fényt. A mennyezet és az oldalfalak is díszesen festettek. A motívumok között láthatjuk a zsinagóga építését finanszírozó, a zsidó közösségi életet jelentős adományokkal támogató koromlai Schey Fülöp nevét, címerét, és az adományozás tényét rögzítő feliratot. A lakompaki származású Schey egyike volt az első nemesített, bárói rangra emelt magyar zsidóknak.
A képek tanúsága szerint nem csak az épület kereszt alakú alaprajza unikális, hanem a belsőépítészeti tartalom is, amelynek révén megteremtették és megtöltötték a zsinagógai funkció világát: a Tóra-szekrény – ami a keleti apszisban kapott helyet, és ami fölött egy óriási fából faragott Dávid-csillag van, benne az Örökkévaló nevével, akárcsak az egyedülálló barokkos festett mintázat (Gerő 1989), amely a kupolateret gazdagítja, és amihez hasonlók egyedül a rohonci zsinagógában volt, és ami most vészesen közelít a megsemmisülés felé.
Egyedülállóak ezek a díszítések, nem jellemzőek a zsinagógák világára és nincs is belőlük több talán ebben az országban. Leginkább a barokk keresztény templomok díszítéseinél látni ilyen belsőfestészeti formavilágot.
A kőszegi zsinagóga olyan, mint egy kis ékszeres szelence, a két várszerű tornyával, barokkos elemeivel, finom íveivel, kupoláival és apszisaival. Ha végképp veszni hagynánk a kőszegi zsinagógát, eltűnnének ezek a festészeti különlegességek, kulturális örökségünk, az, ami épp sokszínűségéből hozza létre a nemzeti közösséget, Magyarországot.

## Hitközség vezetői
A 19. század közepén Grünwald volt a hitközség lelkipásztora (1803-1865). Ungerleider, a későbbi berlini főrabbi is lelkészkedett itt. Utódja Silberberg lett (1868-1872), aki neves talmudtudós volt és Pleschen (Posen) városában fejezte be működését. Erőteljes fellendüléssel biztatta hitéletét az 1875 – 1881-ig terjedő periódus, mikor Pap Ignác, a „Nachalasz Cevi” és „A zsidó házassági jog tekintettel hazai törvényeinkre” című művek szemzője a jesiva létesítésén fáradozott. 1886-1891-ig Richter Zsigmond volt a rabbi, akit Érsekújvárra való költözése után Wiener Márkot követett. 1918-1925-ig Herskovits József rabbi állt a rabbinátus élén, akit dr. Linksz Izsák váltott. Dr. Linksz Izsák feleségével, Schindler Zsófiával élt a Szegényház emeleti lakásában és mint utolsó rabbi 1925-től 1944. május 11-ig látta el feladatát. Tiszteletére emléktáblát az Albrechtinum-Szegényház falán 2019-ben emléktáblát avattak. A hitközség vezetői 1929-ben: Linksz Izsák főrabbi, Hacker Samu elnök, Adler Simon alelnök, Krausz József elöljáró, Kohn Lajos pénztáros, Havas Gyula, Eisner Kamill, Frankl Ferenc, Schwartz Adolf, Bass Rezső, Kemény Ernő, Lengyel Dezső, Vogel Miksa képviselőtestületi tagok. Spiegel Sándor főkántor. A Chevra Kadisa elnöke Kopfstein Samu, a Nőegyleté Kopfstein Lipótné.

## Filmben
2007-ben „Zsinagógát vegyenek” címmel film készült az épület hányatott sorsáról és privatizációjáról Geller-Varga Zsuzsanna rendezésében.